# Diocesi di Vatarba
La diocesi di Vatarba (in latino: Dioecesis Vatarbensis) è una sede soppressa e sede titolare della Chiesa cattolica.

## Storia
Vatarba, nell'odierna Algeria, è un'antica sede episcopale della provincia romana di Numidia.
Un solo vescovo è attribuibile con certezza a questa sede episcopale, il donatista Marziale, che prese parte alla conferenza di Cartagine del 411, che vide riuniti assieme i vescovi cattolici e donatisti dell'Africa romana. Jaubert attribuisce a questa sede anche il vescovo Vitaliano (484), che altri autori invece attribuiscono alla diocesi di Vazari nell'Africa Proconsolare o, come sostiene Mesnage, a quella di Vatari in Numidia.
Dal 1929 Vatarba è annoverata tra le sedi vescovili titolari della Chiesa cattolica; dal 2 febbraio 2024 il vescovo titolare è Danival Milagres Coelho, vescovo ausiliare di Goiânia.

## Cronotassi

### Vescovi
- Marziale † (menzionato nel 411) (vescovo donatista)

### Vescovi titolari
- Edmund John Aloysius Gleeson, C.SS.R. † (31 maggio 1929 - 28 marzo 1931 succeduto vescovo di Maitland)
- João da Silva Campos Neves † (27 maggio 1931 - 29 ottobre 1948 nominato vescovo di Lamego)
- Arturo Duque Villegas † (7 maggio 1949 - 17 marzo 1957 nominato vescovo di Ibagué)
- Andrzej Wronka † (30 maggio 1957 - 29 agosto 1974 deceduto)
- Mauro Morelli † (12 dicembre 1974 - 25 maggio 1981 nominato vescovo di Duque de Caxias)
- Ricardo Ramírez, C.S.B. (27 ottobre 1981 - 17 agosto 1982 nominato vescovo di Las Cruces)
- Moses Bosco Anderson, S.S.E. † (2 dicembre 1982 - 1º gennaio 2013 deceduto)
- Peter Baldacchino (20 febbraio 2014 - 15 maggio 2019 nominato vescovo di Las Cruces)
- Danival Milagres Coelho, dal 2 febbraio 2024